# Lekkende
Lekkende er en gammel gård, som nævnes første gang i 1370. Gården ligger i Øster Egesborg Sogn i Vordingborg Kommune. Hovedbygningen er opført i 1838 og er ombygget i 1880.
Lekkende Gods er på 1016 hektar med Beldringe skov.

## Ejere af Lekkende
- (1370-1536) Roskilde Bispestol
- (1536-1670) Kronen
- (1670-1708) Prins Jørgen
- (1708-1774) Kronen
- (1774-1820) Frederik Sophus Raben
- (1820-1828) Slægten Raben-Levetzau
- (1828-1889) Josias Raben-Levetzau
- (1889-1933) Frederik Raben-Levetzau
- (1933-1992) Johan Otto Valdemar Raben-Levetzau
- (1992-1993) Frederik Ivan Josias Raben-Levetzau
- (1993-2005) Andreas Hastrup
- (2005-2008) Stig Husted-Andersen
- (2008-2009) Stig Husted-Andersens dødsbo
- (2009-) Boet efter Stig Husted-Andersen